# Schneidertrofén

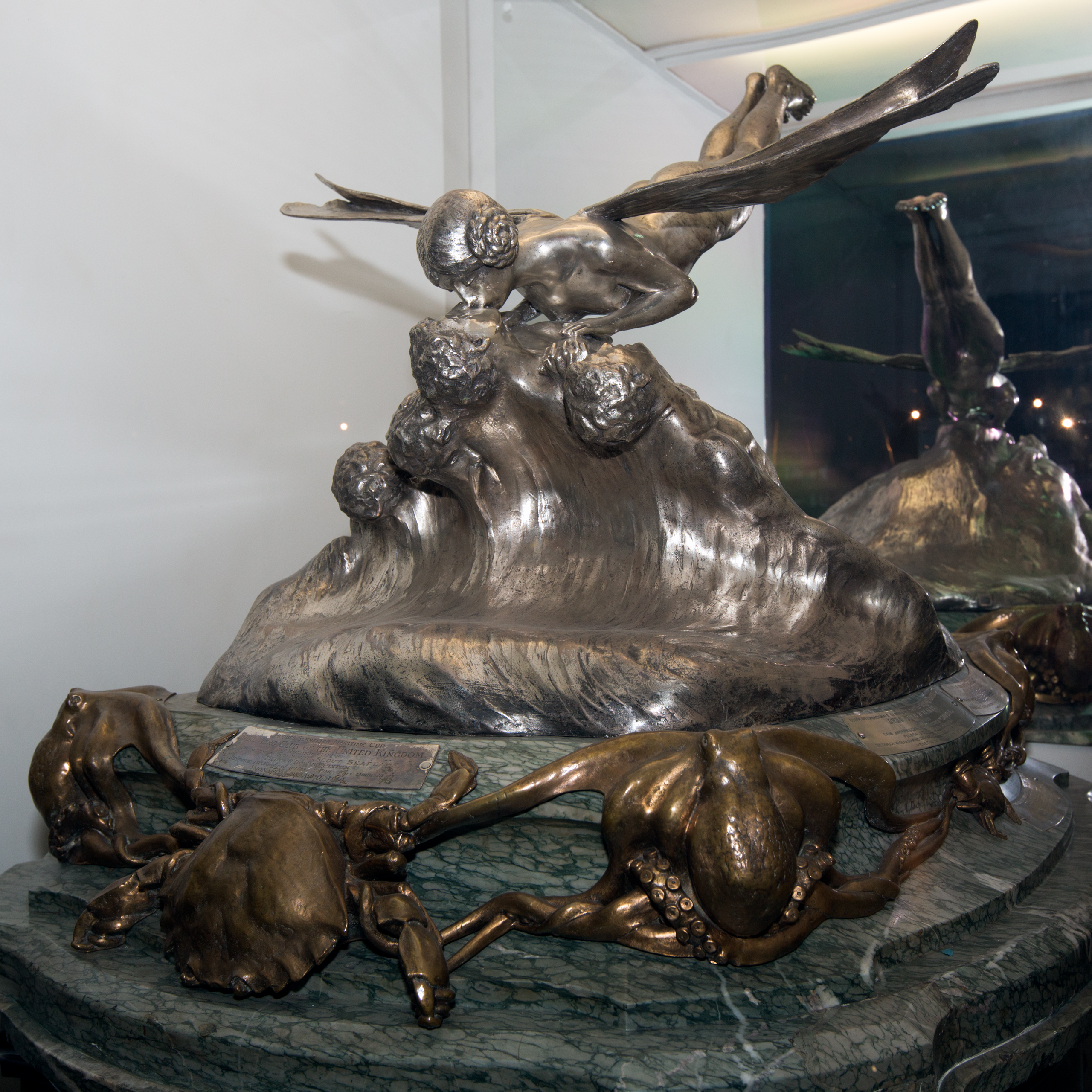
Schneidertrofén.

Schneidertrofén, Schneidercupen eller Schneiderpriset (franska: trophée Schneider, coupe Schneider) var ett pris för en internationell sjöflygtävling, ”Jacques Schneiders sjöflygarcup” (franska: Coupe d'Aviation Maritime Jacques Schneider), som hölls mellan 1913 och 1931.

## Historia
Priset, som ursprungligen var ett vandringspris, instiftades av Jacques Schneider 1912 och den första tävlingen anordnades 16 april 1913 i Monaco. Under första världskriget var tävlingarna under uppehåll men återtogs efter kriget.
Tävlingarna avslutades 1931 efter att Storbritannien lyckats vinna priset tre år i rad.

## Trofén
Själva trofén är tillverkad i silver, brons och marmor och föreställer en flygande fe som kysser en sefir på en brytande våg omgiven av krabbor och bläckfiskar.

## Tävlingen
Tävlingen utkämpades mellan flygklubbar och gick ut på att snabbast möjligt flyga ett sjöflygplan runt en trekantig tävlingsbana. Den arrangerades av förra årets vinnare och den klubb som lyckades vinna priset tre år i rad fick behålla trofén.
Tävlingarna var mycket populära och kunde locka en publik på mellan 250 000 och 500 000 åskådare. Tävlingen var också mycket prestigefylld och kunde liknas vid ett luftens Grand Prix och kom att spela en viktig roll i flygplansutvecklingen under mellankrigstiden.
På grund av kostnaderna för att utveckla flygplan kom tävlingen att sedermera stå mellan nationer snarare än flygklubbar. Inom loppet av tio år fyrdubblades flyghastigheten och många av andra världskrigets legendariska jaktflygplan som Supermarine Spitfire och North American P-51 Mustang var direkta efterföljare till de tävlingsflygplan som deltog i tävlingarna om Schneidertrofén.

## Tävlingsresultat
| År                                                   | Plats                                                                  | Nr                                                                     | Flygplan                                                               | Nation                                                                 | Pilot                                                                  | Notering                                                               |
| ---------------------------------------------------- | ---------------------------------------------------------------------- | ---------------------------------------------------------------------- | ---------------------------------------------------------------------- | ---------------------------------------------------------------------- | ---------------------------------------------------------------------- | ---------------------------------------------------------------------- |
| 1913                                                 | Monaco                                                                 | 1                                                                      | Deperdussin                                                            | Frankrike                                                              | Maurice Prévost                                                        | Bästa varv 73,56 km/h                                                  |
| 1913                                                 | Monaco                                                                 | 2                                                                      | Morane-Saulnier                                                        | Frankrike                                                              | Roland Garros                                                          | Bästa varv 92 km/h                                                     |
| 1913                                                 | Monaco                                                                 | —                                                                      | Nieuport                                                               | USA                                                                    | Charles Weymann                                                        | Bröt i 25:e varvet                                                     |
| 1913                                                 | Monaco                                                                 | —                                                                      | Nieuport                                                               | Frankrike                                                              | Gabriel Espanet                                                        | Bröt i 8:e varvet                                                      |
| 1914                                                 | Monaco                                                                 | 1                                                                      | Sopwith Tabloid                                                        | Storbritannien                                                         | Howard Pixton                                                          | Bästa varv 139,74 km/h                                                 |
| 1914                                                 | Monaco                                                                 | 2                                                                      | FBA                                                                    | Schweiz                                                                | Ernest Burri                                                           | Bästa varv 82,35 km/h                                                  |
| 1914                                                 | Monaco                                                                 | —                                                                      | Nieuport                                                               | Frankrike                                                              | Pierre Levasseur                                                       | Bröt i 18:e varvet                                                     |
| 1914                                                 | Monaco                                                                 | —                                                                      | Nieuport                                                               | Frankrike                                                              | Gabriel Espanet                                                        | Bröt i 17:e varvet                                                     |
| 1914                                                 | Monaco                                                                 | —                                                                      | Deperdussin                                                            | Storbritannien                                                         | baron George Evans                                                     | Bröt i 3:e varvet                                                      |
| 1914                                                 | Monaco                                                                 | —                                                                      | Deperdussin                                                            | Frankrike                                                              | Maurice Prevost                                                        | Bröt i starten                                                         |
| Under första världskriget var tävlingarna inställda. |                                                                        |                                                                        |                                                                        |                                                                        |                                                                        |                                                                        |
| 1919                                                 | Bournemouth                                                            | —                                                                      | Savoia S.13                                                            | Italien                                                                | Guido Janello                                                          | Diskvalificerad                                                        |
| 1919                                                 | Bournemouth                                                            | —                                                                      | Fairey III                                                             | Storbritannien                                                         | Vincent Nichool                                                        | Bröt i 1:a varvet                                                      |
| 1919                                                 | Bournemouth                                                            | —                                                                      | Sopwith Schneider                                                      | Storbritannien                                                         | Harry Hawker                                                           | Bröt i 1:a varvet                                                      |
| 1919                                                 | Bournemouth                                                            | —                                                                      | Supermarine Sea Lion I                                                 | Storbritannien                                                         | Basil Hobbs                                                            | Bröt i 1:a varvet                                                      |
| 1920                                                 | Venedig                                                                | 1                                                                      | Savoia S.12                                                            | Italien                                                                | Luigi Bologna                                                          | Bästa varv 172,6 km/h                                                  |
| 1921                                                 | Venedig                                                                | 1                                                                      | Macchi M.7bis                                                          | Italien                                                                | Giovanni de Briganti                                                   | Bästa varv 189,66 km/h                                                 |
| 1921                                                 | Venedig                                                                | —                                                                      | Macchi M.7bis                                                          | Italien                                                                | Piero Corgnolino                                                       | Bröt i 16:e varvet                                                     |
| 1921                                                 | Venedig                                                                | —                                                                      | Macchi M.19                                                            | Italien                                                                | Arturo Zanetti                                                         | Bröt i 20:e varvet                                                     |
| 1922                                                 | Neapel                                                                 | 1                                                                      | Supermarine Sea Lion II                                                | Storbritannien                                                         | Henry Biard                                                            | Bästa varv 234,51 km/h                                                 |
| 1922                                                 | Neapel                                                                 | 2                                                                      | Savoia S.51                                                            | Italien                                                                | Alessandro Passaleva                                                   | Bästa varv 230,93 km/h                                                 |
| 1922                                                 | Neapel                                                                 | 3                                                                      | Macchi M.7bis                                                          | Italien                                                                | Arturo Zanetti                                                         | Bästa varv 213,63 km/h                                                 |
| 1922                                                 | Neapel                                                                 | 4                                                                      | Macchi M.7bis                                                          | Italien                                                                | Piero Corgnolino                                                       | Bästa varv 199,6 km/h                                                  |
| 1923                                                 | Cowes                                                                  | 1                                                                      | Curtiss CR-3                                                           | USA                                                                    | David Rittenhouse                                                      | Bästa varv 285,29 km/h                                                 |
| 1923                                                 | Cowes                                                                  | 2                                                                      | Curtiss CR-3                                                           | USA                                                                    | Rutledge Irvine                                                        | Bästa varv 278,97 km/h                                                 |
| 1923                                                 | Cowes                                                                  | 3                                                                      | Supermarine Sea Lion III                                               | Storbritannien                                                         | Henri Biard                                                            | Bästa varv 252,93 km/h                                                 |
| 1923                                                 | Cowes                                                                  | —                                                                      | CMAS 38                                                                | Frankrike                                                              | Maurice Hurel                                                          | Bröt i 2:a varvet                                                      |
| 1924                                                 | Tävlingen inställd då ingen nation kunde få sina flygplan klara i tid. | Tävlingen inställd då ingen nation kunde få sina flygplan klara i tid. | Tävlingen inställd då ingen nation kunde få sina flygplan klara i tid. | Tävlingen inställd då ingen nation kunde få sina flygplan klara i tid. | Tävlingen inställd då ingen nation kunde få sina flygplan klara i tid. | Tävlingen inställd då ingen nation kunde få sina flygplan klara i tid. |
| 1925                                                 | Baltimore                                                              | 1                                                                      | Curtiss R3C-2                                                          | USA                                                                    | James Doolittle                                                        | Bästa varv 374,28 km/h                                                 |
| 1925                                                 | Baltimore                                                              | 2                                                                      | Gloster IIIA                                                           | Storbritannien                                                         | Hubert Broad                                                           | Bästa varv 320,58 km/h                                                 |
| 1925                                                 | Baltimore                                                              | 3                                                                      | Macchi M.33                                                            | Italien                                                                | Giovanni De Briganti                                                   | Bästa varv 271,08 km/h                                                 |
| 1925                                                 | Baltimore                                                              | —                                                                      | Curtiss R3C-2                                                          | USA                                                                    | George Cuddihy                                                         | Bröt i 7:e varvet                                                      |
| 1925                                                 | Baltimore                                                              | —                                                                      | Curtiss R3C-2                                                          | USA                                                                    | Ralph Ofstie                                                           | Bröt i 6:e varvet                                                      |
| 1926                                                 | Hampton Roads                                                          | 1                                                                      | Macchi M.39                                                            | Italien                                                                | Mario de Bernardi                                                      | Bästa varv 396,69 km/h                                                 |
| 1926                                                 | Hampton Roads                                                          | 2                                                                      | Curtiss R3C-2                                                          | USA                                                                    | Christian Franck Schilt                                                | Bästa varv 372,34 km/h                                                 |
| 1926                                                 | Hampton Roads                                                          | 3                                                                      | Macchi M.39                                                            | Italien                                                                | Adriano Bacula                                                         | Bästa varv 350,84 km/h                                                 |
| 1926                                                 | Hampton Roads                                                          | 4                                                                      | Curtiss F6C Hawk                                                       | USA                                                                    | William Tomlinson                                                      | Bästa varv 220,40 km/h                                                 |
| 1926                                                 | Hampton Roads                                                          | —                                                                      | Curtiss R3C-4                                                          | USA                                                                    | George Cuddihy                                                         | Bröt i 7:e varvet                                                      |
| 1926                                                 | Hampton Roads                                                          | —                                                                      | Macchi M.39                                                            | Italien                                                                | Arturo Ferrarin                                                        | Bröt i 4:e varvet                                                      |
| 1927                                                 | Venedig                                                                | 1                                                                      | Supermarine S.5                                                        | Storbritannien                                                         | Sidney Webster                                                         | Bästa varv 453,28 km/h                                                 |
| 1927                                                 | Venedig                                                                | 2                                                                      | Supermarine S.5                                                        | Storbritannien                                                         | Oswald Worsley                                                         | Bästa varv 439,45 km/h                                                 |
| 1927                                                 | Venedig                                                                | —                                                                      | Gloster IVB                                                            | Storbritannien                                                         | Samuel Kinkead                                                         | Bröt i 6:e varvet                                                      |
| 1927                                                 | Venedig                                                                | —                                                                      | Macchi M.52                                                            | Italien                                                                | Frederico Guazetti                                                     | Bröt i 6:e varvet                                                      |
| 1927                                                 | Venedig                                                                | —                                                                      | Macchi M.52                                                            | Italien                                                                | Mario De Bernardi                                                      | Bröt i 2:a varvet                                                      |
| 1927                                                 | Venedig                                                                | —                                                                      | Macchi M.52                                                            | Italien                                                                | Arturo Ferrarin                                                        | Bröt i 1:a varvet                                                      |
| 1928                                                 | Av kostnadsskäl hölls tävlingarna efter 1927 endast vartannat år.      | Av kostnadsskäl hölls tävlingarna efter 1927 endast vartannat år.      | Av kostnadsskäl hölls tävlingarna efter 1927 endast vartannat år.      | Av kostnadsskäl hölls tävlingarna efter 1927 endast vartannat år.      | Av kostnadsskäl hölls tävlingarna efter 1927 endast vartannat år.      | Av kostnadsskäl hölls tävlingarna efter 1927 endast vartannat år.      |
| 1929                                                 | Calshot Spit                                                           | 1                                                                      | Supermarine S.6                                                        | Storbritannien                                                         | Richard Waghorn                                                        | Bästa varv 528,89 km/h                                                 |
| 1929                                                 | Calshot Spit                                                           | 2                                                                      | Macchi M.52bis                                                         | Italien                                                                | Tomasso Dal Molin                                                      | Bästa varv 457,38 km/h                                                 |
| 1929                                                 | Calshot Spit                                                           | 3                                                                      | Supermarine S.5                                                        | Storbritannien                                                         | D'Arcy Creig                                                           | Bästa varv 454,02 km/h                                                 |
| 1929                                                 | Calshot Spit                                                           | —                                                                      | Macchi M.67                                                            | Italien                                                                | Remo Cadringher                                                        | Bröt i 2:a varvet                                                      |
| 1929                                                 | Calshot Spit                                                           | —                                                                      | Macchi M.67                                                            | Italien                                                                | Giovani Monti                                                          | Bröt i 2:a varvet                                                      |
| 1929                                                 | Calshot Spit                                                           | —                                                                      | Supermarine S.6                                                        | Storbritannien                                                         | Richard Atcherley                                                      | Diskvalificerad                                                        |
| 1931                                                 | Calshot Spit                                                           | 1                                                                      | Supermarine S.6B                                                       | Storbritannien                                                         | John Boothman                                                          | Bästa varv 547,31 km/h                                                 |

### Webbkällor
- ”Aviation History: Schneider Trophy Race”. Historynet. 12 juni 2005. http://www.historynet.com/aviation-history-schneider-trophy-race.htm.